# Csíkszépvíz
Csíkszépvíz (gyakran Szépvíz, románul Frumoasa) falu Romániában, Hargita megyében. Csíkszeredától 12 km-re északkeletre a Gyimesbe vezető úton, a Szépvíz-patak völgyében fekszik. Csíkszentmiklós, Csíkborzsova és Bükkloka tartozik hozzá.

## Nevének eredete
A monda szerint neve onnan származik, hogy Szent László a kunokat legyőzve lovával egy szikláról a patakba ugratott, és azt mondta: Igyál lovam, mert ez szép víz.

## Története
A falu felett északra magasodó Pogány-havas előfokán gótikus kápolnarom van. A monda szerint Szent László építtette a kunok legyőzésének emlékére, a közelében levő sziklán pedig két lólábhoz  hasonló bemélyedést Szent László lovának patkóhelyeként emlegetnek. A falu valószínűleg előbb itt a hegytetőn feküdt és csak a békésebb időkben települt le a hegy alatti völgybe. 1669-ben I. Apafi Mihály fejedelem engedélyével örmények telepedtek itt le, akik alig 200 év alatt módos, városias településsé fejlesztették. A gyimesiek egykori vásáros helye, környékén borvízforrások vannak. Felette 1986-ban épített gát és víztározó található.
1910-ben 3078 magyar lakosa volt, 92 görögkatolikus kivételével mind római katolikusok. A trianoni békeszerződésig Csík vármegye Szépvízi járásának székhelye volt. 1992-ben 1768 lakosából 1755 magyar és 12 román volt.

## Népessége
A községet főként magyarok lakják. A 2002-es népszámlálás szerint a 3652 lakos 96,39%-a (3520 fő) magyar nemzetiségű volt.

## Látnivalók
- A Pogány-havas előfokán látható gótikus kápolnarom, valószínűleg a régi falu ősi temploma.
- A Havasboldogasszonynak szentelt Bíró-kápolna 1694-ben épült, 1861-ben restaurálták.
- A Szent László római katolikus templom 1890-ben görög katolikus (ma ortodox) temploma 1879-ben,  az örmény templom 1785-ben épült.
- 2021 augusztusában nyílt meg a Székely Határőr Emlékközpont,[2] mely a székely hadszervezetek és a határőrizet történetét mutatja be a Keleti-Kárpátokban, az Árpád-kortól a második világháború végéig.

## Híres emberek
- Fejér Gerő kanonok prelátus (1869–1958)
- Itt született 1914. május 1-én Minier Albert katolikus pap, jogász, újságíró.
- Itt született 1916. július 19-én Száva János Zoltán orvos, orvosi szakíró, egyetemi tanár.

## Borvízforrások és népi fürdők
- Cibrefürdő (Csíkszépvíz)

## Testvértelepülések
- Újkígyós
- Kisgyőr
- Bázakerettye[3]

## Galéria

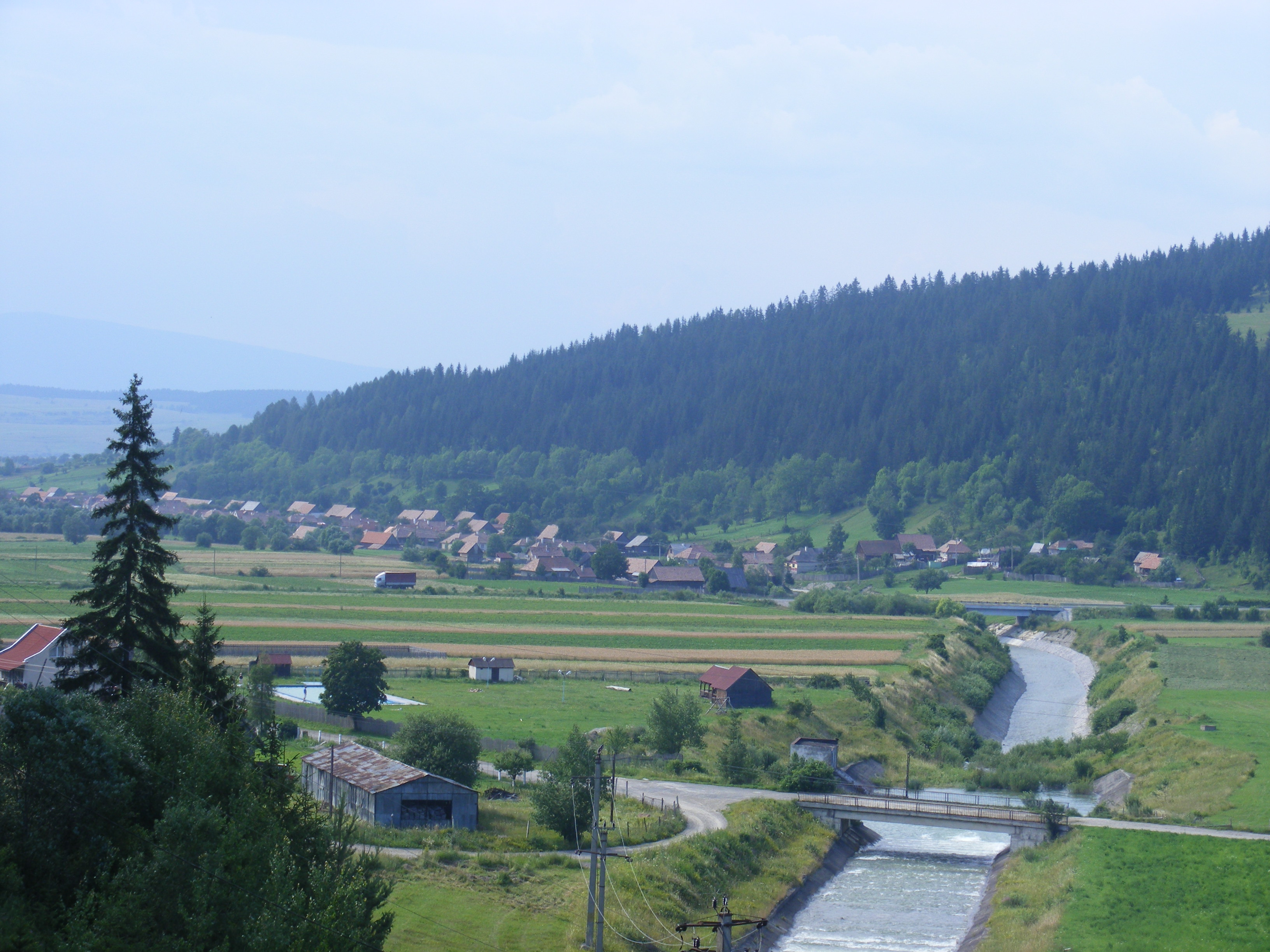
Csíkszépvíz délkeleti része a gátról nézve.
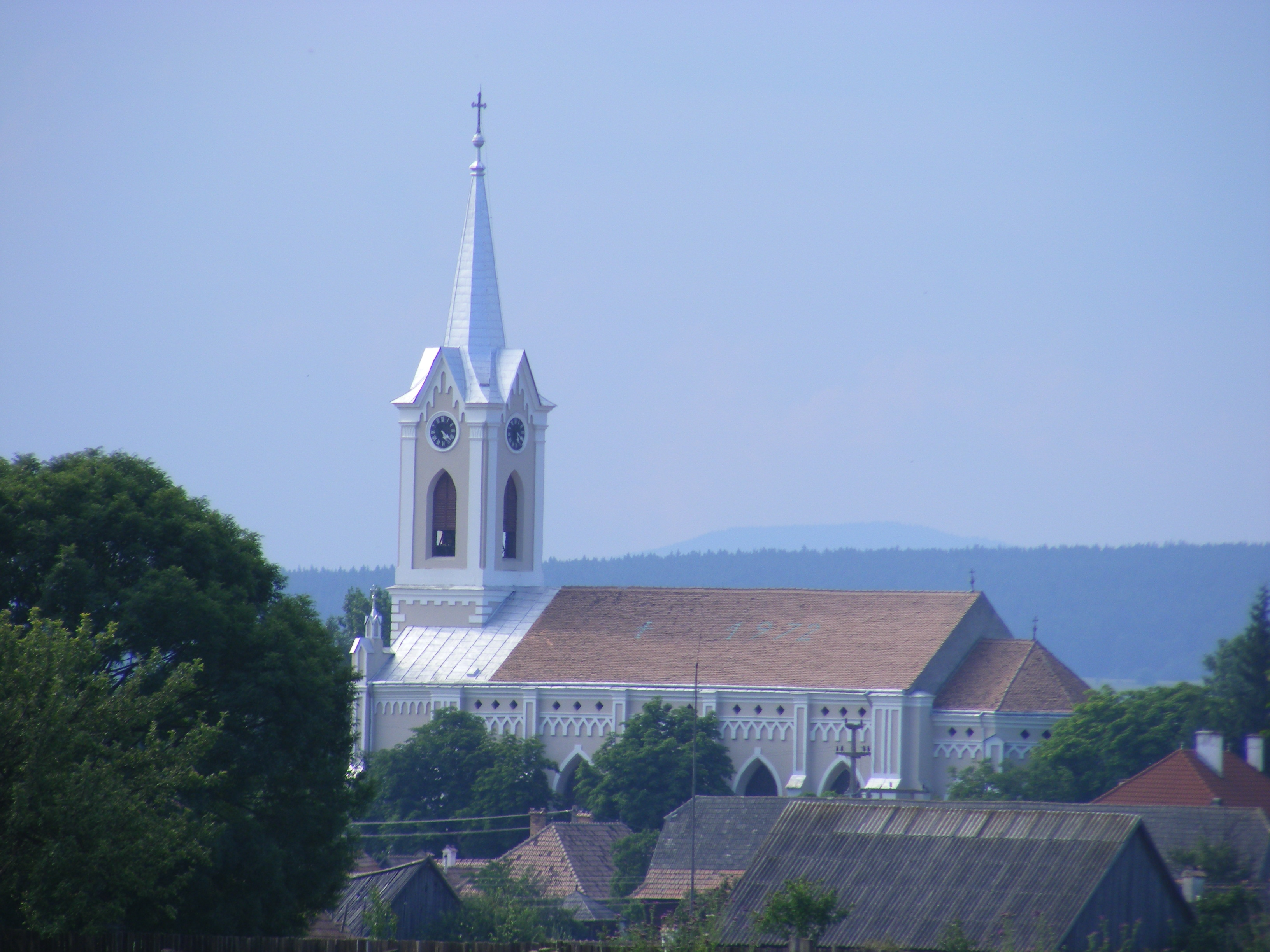
A Szent László templom.
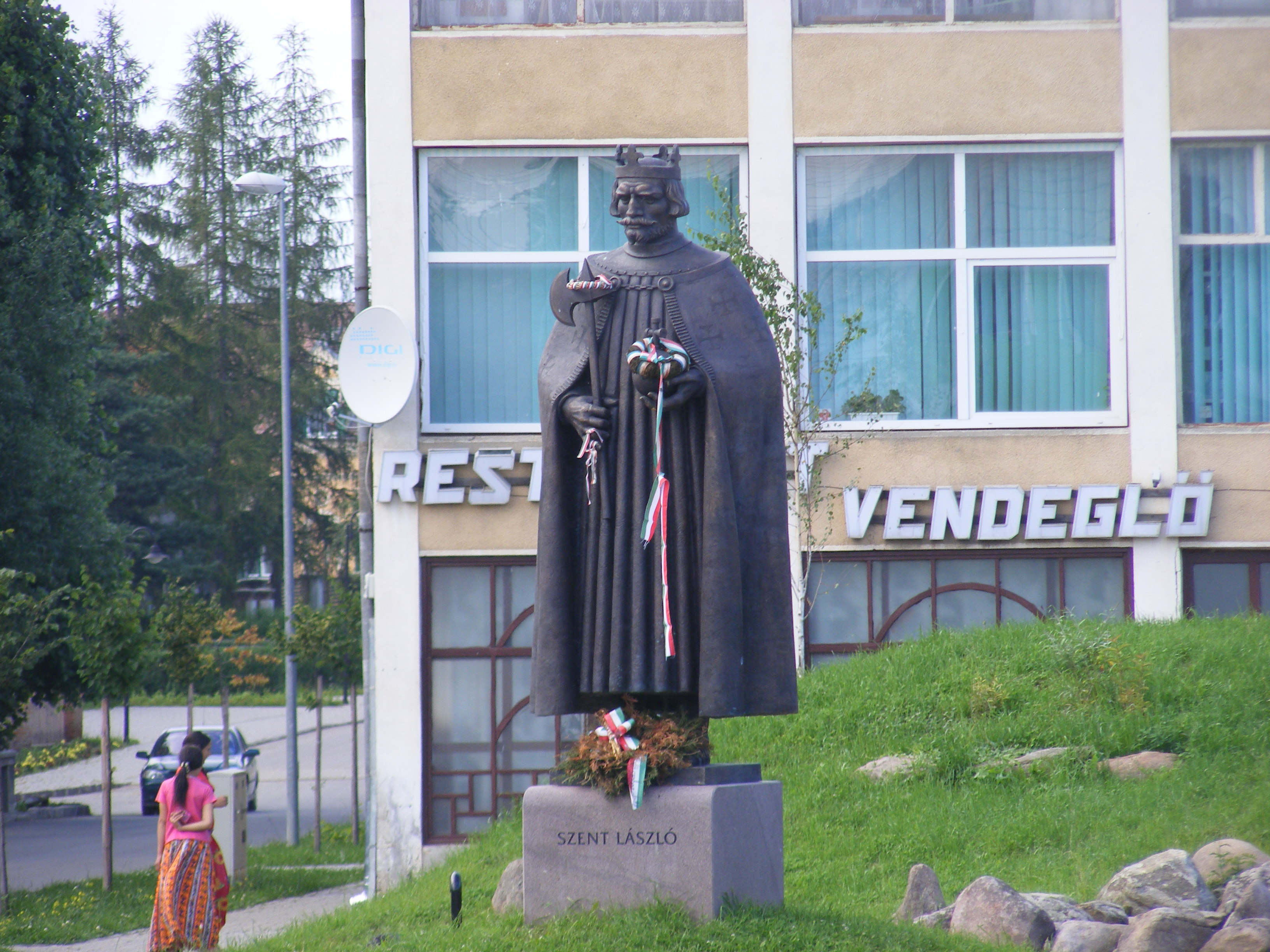
Szent László szobra a falu főterén.